# Vokalizität
Jakobson und Chomsky verwenden die Vokalizität eines Sprachlautes als phonologisches Unterscheidungsmerkmal. Das distinktive Merkmal ist binär. Das Vokalische [± vok] wird dem Konsonantischen [± kons] gegenübergestellt.
Unterschieden werden die folgenden akustischen Bilder:
- Vokalen [+ vok, - kons]
- echten Konsonanten [- vok, + kons]
- Halbvokalen und Gleitlauten (Glides) [- vok, - kons]
- und (bei Jacobson) Schmelzlaute (Liquida) [+ vok, + kons].

Manche Autoren verwenden die Begriffe "Vokalisch" und "Silbisch" synonym.

## Hintergrund
Das Vokalische zeichnet sich akustisch aus durch eine klare Formantstruktur (ansteigende  Frequenz) und artikulatorisch durch eine offene Passage im Rachen-, Mund- und Nasengang (Vokaltrakt oder Ansatzrohr).